# Борови (породица)
Борови (лат. Pinaceae) су породица која обухвата 11 родова већином крупних зимзелених четинара северне хемисфере. Изузетак су листопадни родови Larix и Pseudolarix. У ову породицу спадају широко распрострањени и комерцијално експлоатисани борови и јеле. Четинари из ове групе доминирају у бореалним шумама Европе и Северне Америке, али су присутни и у средоземној вегетацији.

## Карактеристике породице
Биљке ове породице су дрвенастог или жбунастог хабитуса, са игличастим листовима (четинама). Једнодоме су, са мушким шишаркама у виду спирално распоређених прашника, и сложеније грађеним женским шишаркама. Поленово зрно (микроспора) поседује два ваздушна мехурића, изузев код ариша (род Larix) и дуглезија (род Pseudotsuga). Семе већине родова са једне стране има криласти кожасти наставак. Клица поседује 2—18 котиледона.

## Систематика
Породица борова дели се на 4 потпородице са укупно 11 родова. Потпородице су издвојене на основу морфолошких података о грађи шишарки и семена, као и на основу истраживања молекуларне генетике родова.
потпородица 
род  (јеле)
род  (кедрови)
род 
род 
род 
род 
потпородица 
род 
род  (ариши)
род  (дуглазије)
потпородица 
род  (смрче)
потпородица 
род  (борови)